# Bienal de Jerusalén

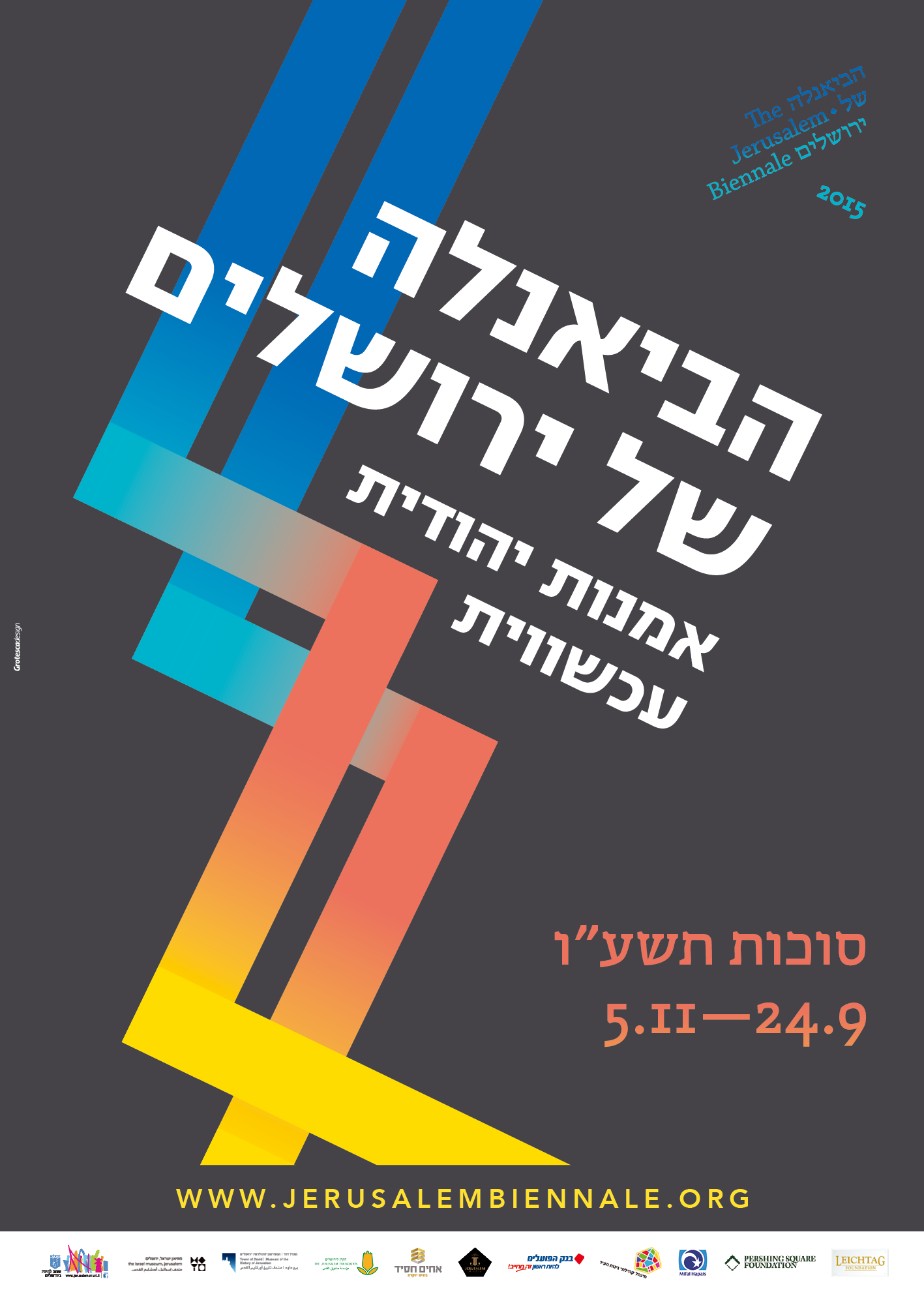
Cartel oficial de la Bienal de Jerusalén

La Bienal de Jerusalén es un Bienal de Arte Contemporáneo. La Bienal transcurre en diferentes ubicaciones itinerantes alrededor del centro de ciudad de Jerusalén. Está dedicado a promocionar artistas judíos y artistas contemporáneos de todo el mundo. Es un evento internacional para artistas profesionales interesados en mostrar su obra en la ciudad  Jerusalem. En 2014, la Bienal entra dentro de la Fundación Bienal junto a otras cien bienales de arte de alrededor del mundo.

## Historia
- La 1ª Bienal de Jerusalén (2013) se inició y produjo por primera vez por Ram Ozeri. La participación era únicamente por invitación; participando artistas como Andi Arnovitz, Neta Elkayam, Shai Azoulay, Dov Abramson o Tobi Kahn. Las obras nacionales e internacionales fueron exhibidas en cinco espacios diferentes de la ciudad de Jerusalén. La Bienal acogió obras de más de sesenta artistas, la mayoría de ellos de Israel.[7][8]

- La 2ª Bienal de Jerusalén (2015) tuvo lugar entre el 24 de septiembre y el 5 de noviembre de 2015, con la Torre de David en el centro de exposición central.[9][10] Una muestra retrospectiva de Moshe Zabari  y una amplia exposición de artistas basados en Nueva York fueron protagonistas de la muestra. La exposición principal era un exposición colectiva titulada ‘‘Jerusalem: Pasos'' con trabajos del artista brasileño Pablo Lobato conectados con trabajos de artistas israelíes como Ynin Shillo, Sigalit Landau, he [él], y Motti Mizrachi.[11] Otra importante exposición fue "Trabajo Presente", planteando una conexión entre la ciudad de Jerusalén y otras comunidades judías de todo el mundo..[12]

- La 3ª Bienal de Jerusalén (2017) tuvo lugar entre el 1 de octubre y el 16 de noviembre de 2017. Una de las obras centrales de la Bienal fue una instalación artística de grandes dimensiones creada por el artista Avner Sher.[13] La Bienal ha acogido más de treinta exposiciones y proyectos de todas partes el mundo: Nueva York,  Los Ángeles o Dallas; Londres, París, San Petersburgo o Budapest; Sydney, Nueva Delhi o Singapur; Jerusalem y Tel Aviv. Casi doscientos cincuenta artistas participaron, con aproximadamente cien internacionales y más de treinta mil visitantes en las tres primeras ediciones. Una conferencia de dos días, titulada: Fronteras y Espacios en el arte judío contemporáneo.”  Cincuenta mil estudiantes de Israel y de la periferia visitaron la bienal dentro de un programa educativo de la Bienal y la Fundación.[14][8][15][16]

- La 4ª Bienal de Jerusalem (2019) tuvo lugar entre el 10 de octubre y el 28 de noviembre de 2019 con el tema: Por el amor del cielo.[17]

## Dirección de La Bienal de Jerusalén[18]
- Ram Ozeri - Fundador y Director
- Dr. Ido Noy - Subdirector
- Eitam Tubul - Marca y Diseño
- Lydia Weitzman - Relaciones Públicas
- Binyamin Margo - Director de marketing